# Brachyunguis shaposhnikovi
Brachyunguis shaposhnikovi är en insektsart. Brachyunguis shaposhnikovi ingår i släktet Brachyunguis och familjen långrörsbladlöss. Inga underarter finns listade i Catalogue of Life.